# Dobernitz (Leisnig)
Dobernitz ist ein Ortsteil der Stadt Leisnig im Landkreis Mittelsachsen. 2011 zählte Dobernitz 23 Einwohner.

## Geschichte
Das Dorf Dobernitz ist sorbischen Ursprungs, erkennbar an der Tatsache, dass es noch 1403 Wachkorn ins Vorwerk Tragnitz liefern musste, eine Abgabe, die wohl alle Dörfer leisten mussten, die vor der Bildung des Burgwards Leisnig entstanden waren. Der Ort war zuerst nach der Matthäi-Kirche Leisnig gepfarrt. 1306 wurde er nach der Kirche Bockelwitz gewiesen. Das ist zugleich die Erstnennung.
1355 übertrugen die Burggrafen von Leisnig dem Kloster Buch einen Zehnt in Dobernitz, den ihr Kaplan Johannes von Roßwein aufgelassen hatte. Den größeren Teil des Dorfes hatte das Kloster Sornzig erworben. 1378 hatte Dobernitz jährlich 18 Scheffel Korn und dasselbe in Hafer an das castrum Leisnig zu liefern.
Nach dem Amtserbbuch Leisnig von 1548 gehörten zu Dobernitz „6 besessene Mann, die sind alle dem Kloster Sornzig lehen- und zinsbar“ mit 11,5 Hufen. Das Erb- und Obergericht gehörte ins Amt Leisnig. Alle Einwohner hatten an das (Amt) Kloster Buch einen Getreidezehnt zu entrichten, der vom Kloster abzuholen war.
1946 hatte Dobernitz 95 Einwohner. Am 1. Juli 1950 wurde Dobernitz nach Kroptewitz eingemeindet, seit 1962 gehörte der Ort zu Bockelwitz, 2012 gelangte er mit diesem nach Leisnig.